# Gabriele Schnaut
Gabriele Schnaut, née le 24 février 1951 à Mannheim (Allemagne de l'Ouest) et morte le 19 juin 2023,, est une artiste lyrique allemande qui commença sa carrière comme mezzo-soprano en 1976 et la poursuivit comme soprano dramatique à partir de 1985.

## Carrière
Gabriele Schnaut grandit à Mayence en Rhénanie-Palatinat, et enfant, y reçoit des cours de violon et de chant. Elle poursuit ses études de violon au Conservatoire de musique Peter-Cornelius (de) de Mayence en même temps qu'elle suit les cours de musicologie de l'Université de Mayence. À partir de 1971, elle étudie le chant à l'École supérieure de musique et d'art dramatique de Francfort-sur-le-Main (de). Elle reçoit son premier engagement en 1976 comme mezzo-soprano à l'Opéra de Stuttgart.
En 1977, elle fait ses débuts au Festival de Bayreuth : elle y chante Waltraute ainsi que la Seconde Norne dans le Ring du centenaire mis en scène par Patrice Chéreau et dirigé par Pierre Boulez,. Elle se produit de nouveau au festival en 1980 : elle chante Wellgunde dans Le Crépuscule des dieux ; en 1985, Vénus dans Tannhäuser et la Troisième Norne dans Le Crépuscule ; en 1986, Sieglinde dans La Walkyrie ; en 1987, Ortrud dans Lohengrin et en 2000, Brünnhilde dans L'Anneau du Nibelung.
Gabriele Schnaut a été membre du Théâtre de Darmstadt (1978-1980) et du Théâtre national de Mannheim (1980-1988) où elle chante le rôle d'Ophelia dans Die Hamletmaschine (en), opéra de Wolfgang Rihm. En 1988, elle rejoint l'opéra allemand du Rhin de Düsseldorf ; elle est ensuite membre de l'Opéra de Hambourg, et depuis 2013, de l'Opéra de Bavière à Munich.
Elle travaille avec Hanne-Lore Kuhse (de) à Berlin-Est, afin de pouvoir s'approprier le répertoire de soprano dramatique. En 1985, elle chante le rôle-titre de Tristan und Isolde de Wagner au Théâtre de Dortmund (de). En 1994, elle apparaît à La Scala dans le rôle-titre d’Elektra de Richard Strauss et en Brünnhilde de La Walkyrie. C'est avec ce rôle qu'elle fait ses débuts au Metropolitan Opera de New York en 1996. Cette même année, elle chante la Kundry de Parsifal à l'Opéra de Vienne. À Hambourg, elle chante La Teinturière et La Nourrice de La Femme sans ombre de Richard Strauss. En 1992, lors des festivités des Jeux Olympiques de Barcelone, elle chante La Vénus de Tannhäuser et le rôle du Waldvogel dans les Gurre-Lieder d'Arnold Schönberg. Elle joue les tôles-titres de Tosca à Munich et de Turandot au Festival de Salzbourg.
À Munich, elle tient le rôle d'Emilia Marty dans l'opéra L'Affaire Makropoulos de Janáček et deux rôles de mezzo : Klytämnestra dans Elektra et Herodias dans Salome. En 2006, elle chante dans la création de l'opéra Das Gehege, de Wolfgang Rihm, une commande d'Opéra de Hambourg. Elle fait aussi la création de Babylon, opéra de Jörg Widmann. En 2013, elle interprète le personnage désespéré de la grand-mère Buryja dans le Jenůfa de Janáček.
Elle a enseigné le chant à l'Université des arts de Berlin.

## Enregistrements
Dans les années 1970, Gabriele Schnaut a enregistré avec Helmuth Rilling et son Gächinger Kantorei plusieurs cantates profanes et sacrées de Jean-Sébastien Bach ainsi que sa Passion selon saint Matthieu ; elle y interprète des airs d'alto ainsi qu'un air de soprano.
Elle chante le rôle de Waltraute et celui de la Seconde Norne dans la captation du Ring du centenaire réalisée en 1980.
Elle enregistre en 1988 des œuvres de Paul Hindemith sous la direction de Gerd Albrecht : dont celui de La Femme dans Mörder, Hoffnung der Frauen avec Franz Grundheber (de) dans le rôle de L'Homme.
En 1989, elle enregistre Der Schatzgräber (Le chasseur de trésor), opéra de Franz Schrecker, sous la direction de Gerd Albrecht, avec Josef Protschka dans le rôle-titre.

## Distinctions
En 2003, Gabriele Schnaut a été élevée à la dignité de Kammersängerin du Land de Bavière par le ministre de la Culture de Bavière.
Elle aussi titulaire de l'ordre bavarois du Mérite.